# Himantura signifer
Himantura signifer là một loài cá đuối cực kỳ hiếm trong họ Dasyatidae, đây là loài bản địa của bốn sông thuộc Đông Nam Á.